# Alexandra Botez
Alexandra Valeria Botez er en amerikansk-canadisk skakspiller, kommentator, Twitch-streamer og YouTuber. Som spiller har hun været femdobbelt Canadian National Girls Champion og hun har vundet U.S. Girls Nationals i en alder af 15 år. Hun fik sin højeste FIDE Elo-rating på 2092 i marts 2016, og hun har International Chess Federation titlen som Woman FIDE Master (WFM).
Botez begyndte at streame online skak-indhold i 2016, da hun gik på Stanford University. Sammen med sin lilleøster Andrea Botez driver hun nu BotezLive-kanaler på både Twitch og YouTube, og har mere end 1.750.000 følgere.
Hendes forældre blev født i Rumænien, men flygtede til USA. Botez blev født i Dallas, Texas, men flyttede til Vancouver, British Columbia, Canada, hvor hun voksede op. Botez' far introducerede hende til skak og lærte hende at spille, da hun var 6 år.

## Eksterne henvsninger
- BotezLive's kanal på YouTube
- Alexandra Botez' profil og partier på chessgames.com (engelsk)
- Alexandra Botez' profil på chesstempo.com (engelsk)
- Alexandra Botez' profil hos FIDE (engelsk)
- Alexandra Botez' profil hos US Chess Federation (engelsk)
- Alexandra Botez' profil hos 365Chess.com (engelsk)